# (79) Eurínome
(79) Eurínome es un asteroide que forma parte del cinturón de asteroides y fue descubierto el 14 de septiembre de 1863 por James Craig Watson desde el observatorio Detroit de Ann Arbor, Estados Unidos.
Está nombrado por Eurínome, un personaje de la mitología griega.

## Características orbitales
Eurínome está situado a una distancia media del Sol de 2,444 ua, pudiendo acercarse hasta 1,976 ua. Su excentricidad es 0,1915 y la inclinación orbital 4,618°. Emplea 1396 días en completar una órbita alrededor del Sol.